# Першогрудневе повстання
 Першогрудневе повстання — невдала спроба збройного захоплення влади в Естонській республіці естонськими і засланими з СРСР комуністами (в основному естонці та латвійці — громадяни СРСР) 1 грудня 1924 року .
Змовниками було вбито 21 особу, в тому числі міністр шляхів сполучення Естонської Республіки Карл Карк. Повстання було придушене в той же день. 12 повстанців загинуло в ході бойових дій, ще кілька людей — під час противу арештам. Згідно з радянськими джерелами, протягом 2-3 місяців після повстання було розстріляно кілька сотень робітників, понад 2 тисячі осіб було заарештовано . Естонський історик Тоомас Хійо підтверджує страту понад ста учасників і прихильників перевороту.

## Підготовка до повстання
В кінці літа ЦК комуністичних партій Естонії, Латвії та Литви опублікували спільне звернення «До трудящих Естонії, Латвії і Литви», в якому попереджали про «готовність буржуазії прибалтійських республік встановити фашистські режими», і закликали робітників і селян цих країн боротися проти такої загрози. Крім того, тим же влітку на Другій конференції КПЕ одним з основних питань стояло збройне повстання в Естонії. У ряді міст країни комуністи розгорнули кампанію, провівши серію зборів із закликами до повалення уряду. Із закликами до повстання виступила нелегальна газета «Комуніст» — друкований орган КПЕ. Заклик до повстання передали політичні ув'язнені тюрем Талліна.
Військово-технічна та організаційна підготовка до повстання була розпочата ще навесні 1924 умовах суворої конспірації. Детальний план повстання склав в Талліні який прибув з Москви Карл Тракман[відсутнє в джерелі] (офіцер Штабу РККА). Загальне керівництво підготовкою здійснював член ЦК КПЕ Я. Я. Анвельт. Був створений Військово-революційний комітет під керівництвом В. Клейна. До складу керівників повстання входили Йоганнес Юрна, Георг Креукс, Рудольф Пяльсон, Карл Римма, Микола Ріукранд, Арнольд Соммерлінг, Харольд Туммельтау . Відповідальні за організацію повстання в Тарту Ханс Хейдеман і Віллі Троммель були арештовані до початку виступу.
Бойові групи формувалися в Талліні, Пярну, Нарві, Тарту, Вільянді, Раквере, Виру, Валга, Кохила, Кунда і інших місцях, а також при військових частинах. До складу бойових організацій входили як комуністи і комсомольці, так і безпартійні. Основною військовою одиницею була бойова трійка, в якій тільки її керівник був безпосередньо пов'язаний з підпільною організацією. Поступово трійки зводилися в бойові групи чисельністю в десятки бійців. Загальна чисельність повсталих до листопада 1924 року склала близько 1000 чоловік, з них в Талліні близько 400. .
В ході повстання передбачалося створити революційний уряд, який повинен був встановити Радянську владу і приєднати Естонію до СРСР. Резервом повсталих були близько 6700 естонських комуністів і комсомольців, які проживали в СРСР, а також добровольчі групи, підготовлені компартіями Латвії і Фінляндії.
Рішення про вибір дати повстання було прийнято 29 листопада на об'єднаному засіданні ЦК КПЕ і комсомолу Естонії, що проходив в Талліні на вулиці Кадака, 9. В ході засідання було створено Військово-революційний комітет у складі 10 осіб під головуванням В. Клейна (начальник штабу — К. Римма). ВРК затвердив план, згідно з яким повстання, розпочавшись в Талліні і Пярну, мало охопити всі центри країни.

## Хід подій
У ніч на понеділок 1 грудня групи повстанців по 2-3 людини приходили на конспіративні квартири, де концентрувалися бойові групи. Тут вони отримували зброю і боєприпаси.
Повстання почалося о 5:15 ранку. Приблизно 250—300 чоловік зі стрілецькою зброєю, гранатами і вибухівкою вранці 1 грудня атакували ряд об'єктів в Талліні. Бойова група Йоханнеса Мянда підірвала залізничний міст біля Вазула, а група Вольдемара Ракесона — залізничний міст у Мустйие, що завадило перекинути ескадрон кавалерії з Тарту і бронепоїзд з Тапа для придушення повстання в столиці.
Повстанці захопили резиденцію державного старійшини Фрідріха Акела. Акель жив в офіційній резиденції в центрі міста, за собором Олександра Невського. Під час нападу повстанців він зник в дальній кімнаті і замкнувся. Його ад'ютант Шенберг вистрибнув з вікна і під градом куль побіг до будівлі військового міністерства, звідки до резиденції був негайно відправлений бронеавтомобіль. При його наближенні повстанці сховалися .
Повстанцями також був захоплений Головпоштамт і кілька військових частин і поліцейських ділянок. Дружини Крістіана Грюнбаха і Віллема Рообаха зайняли авіадивізіон і аеродром в Ласнамягі, захопивши 3 літаки та 4 автомашини. Практично всі солдати авіадивізіон приєдналися до повсталих. Був захоплений Балтійський вокзал, рух поїздів з якого було призупинено, а також залізнична станція Таллінн-Вяйке. Повстанці з числа військовослужбовців автотанкового дивізіону захопили 12 танків.
Однак при спробі захоплення військового училища в Тондій, міністерства оборони та ряду інших об'єктів нападники отримали збройну відсіч і були змушені відступити. Невдачею закінчилася і атака на казарми резерву кінної поліції. Провал захоплення будівлі Міноборони привів до того, що офіцери естонської армії змогли управляти лояльними військами, перегрупувати їх, і в кінцевому підсумку це призвело до поразки повстання.
Уряд оголосив воєнний стан. Побоюючись нелояльності регулярних частин, для придушення повстання були використані виключно новосформовані частини з офіцерів, навчального батальйону, поліцейського резерву і кадетів військового училища.
Частини під командуванням генерала Лайдонера придушили заколот протягом декількох годин . Особливо стійко захищалися заколотники в Балтійському вокзалі і на аеродромі Ласнамягі. Протягом шести годин основні осередки опору заколотників були придушені.
У вуличних боях повстанцями було вбито 21 чоловік, включаючи міністра транспорту Естонії Карла Карка, поранено 25 військовослужбовців і 16 цивільних осіб. Втрати повсталих убитими склали 12 осіб, ще близько 40 були поранені. За придушенням повстання пішли масові арешти, в ході яких було вбито ще кілька повстанців, які чинили опір. Понад сто (за радянськими джерелами, кілька сот) захоплених учасників і прихильників повстання були страчені за вироками польових судів.
Частина повстанців зуміла втекти в СРСР, в тому числі і Ян Авельт .

## Пам'ять про повстання
- У 1928 році біля стін Військового училища в Тондій був встановлений монумент в пам'ять про кадетів училища, загиблих в ході придушення повстання (скульптор Амандус Адамсон). У 1941 році був знищений. У 2009 році скульптурна частина монумента відновлена на колишньому місці (скульптор Яак Соанс)[5] .
- У 1974 році в сквері навпроти Балтійського вокзалу в Талліні був встановлений Монумент учасникам повстання 1924 року (скульптор М. Варик, архітектор А. Мурдмаа). Після відновлення в 1991 році державності Естонської Республіки монумент був демонтований.

## Кінематограф
- " Ціну смерті запитай у мертвих " (Естонська РСР, 1978). Фільм описує долю естонських комуністів, які очолювали Пешогрудневе повстання. Центральна фігура фільму — історія Антона Соммер, професійного революціонера і комуніста.[6]
- «Груднева жара» («Detsembrikuumus») (Естонія, 2008). Фільм охоплює події кінця листопада — початку грудня 1924 року, висвітлюючи підготовку, хід і придушення повстання[7][8] .